# Carmen Silvera
Carmen Silvera (2. lipnja 1922. – 3. kolovoza 2002.) je kanadsko-britanska glumica

## Životopis
Carmen Blanche Silvera rođena je 2. lipnja 1922. godine u Torontu, Kanadi. Slavu je stekla snimajući uspješan britanski sitcom, 'Allo 'Allo!, u kojoj je tumačila lik žene glavnog junaka, Edith. U braku s Johnom Cunliffeom dobila je jedno dijete, a brak je potrajao samo 7 godina (1941. – 1948.).
Carmen je bila pušač, i nikako se nije mogla ostaviti cigareta, te joj je u travnju 2002. dijagnosticiran rak pluća. Carmen je odbila kemoterapiju, te je 3. kolovoza 2002. preminula u domu za stare glumce u Northwoodu, London, Engleska.

## Filmografija

### Televizijske uloge
- "Revolver" kao gospođa (2001.)
- "'Allo 'Allo!" kao Edith Artois (1982. – 1992.)
- "Angels" kao Sheila Tunnicliffe (1983.)
- "Whoops Apocalypse" kao Shapper (1982.)
- "Play for Today" kao Marcia (1975. – 1981.)
- "The Gentle Touch" kao Rose (1980.)
- "Maggie and Her" kao Miss Prosser (1979.)
- "Tales of the Unexpected" kao Carmen La Rosa (1979.)
- "Lillie" kao gospođa Van Schuyler (1978.)
- "Within These Walls" kao Nan Havergill (1975.)
- "Doctor Who" kao Clara (1966.) - (1974.)
- "Father Dear Father" kao gospođa Lemming (1973.)
- "Dad's Army" kao gospođa Gray (1970.)
- "Boy Meets Girl" kao Perlander Prynne (1969.)
- "Harry Worth" kao gospođa Vole (1968.)
- "Compact" kao Camilla Hope (1963. – 1965.)
- "Crossroads" kao gospođa Burney (1964.)
- "Z Cars" kao gospođa (1962.)

### Filmske uloge
- "La Passione" kao baka (1996.)
- "Keep It Up Downstairs" kao gospođa Bottomley (1976.)
- "On the Game" kao gospođa Berkley (1974.)
- "Two Women" kao Concetta (1973.)
- "Clinic Exclusive" kao Elsa Farson (1971.)

## Vanjske poveznice
- Carmen Silvera u internetskoj bazi filmova IMDb-u (engl.)
- BBC News o Silverinoj smrti